# کلاته دلاکان
کَلاته دَلاکان روستایی در دهستان سده بخش سده شهرستان قائنات استان خراسان جنوبی ایران است. بر پایه سرشماری عمومی نفوس و مسکن در سال ۱۳۹۰ جمعیت این روستا ۸۸ نفر (در ۲۸ خانوار) بوده‌است.